# قطعنامه ۹۱۶ شورای امنیت
قطعنامه ۹۱۶ شورای امنیت سازمان ملل متحد که در تاریخ ۰۵ مه ۱۹۹۴ تصویب شد، سندی بین‌المللی دربارهٔ موزامبیک است. این قطعنامه طی نشست ۳۳۷۵ام با ۱۵ رای موافق، ۰ مخالف و ۰ ممتنع تصویب شد.